# Krasnobród (gemeente)
De gemeente Krasnobród is een stad- en landgemeente in het Poolse woiwodschap Lublin, in powiat Zamojski.
De zetel van de gemeente is in Krasnobród.
Op 30 juni 2004 telde de gemeente 7300 inwoners.

## Oppervlakte gegevens
In 2002 bedroeg de totale oppervlakte van gemeente Krasnobród 124,85 km², waarvan:
- agrarisch gebied: 47%
- bossen: 45%

De gemeente beslaat 6,67% van de totale oppervlakte van de powiat.

## Demografie
Stand op 30 juni 2004:
| Omschrijving                   | Totaal | Totaal | Vrouwen | Vrouwen | Mannen | Mannen |
| ------------------------------ | ------ | ------ | ------- | ------- | ------ | ------ |
| eenheid                        | aantal | %      | aantal  | %       | aantal | %      |
| inwoners                       | 7300   | 100    | 3628    | 49,7    | 3672   | 50,3   |
| bevolkingsdichtheid (inw./km²) | 58,5   | 58,5   | 29,1    | 29,1    | 29,4   | 29,4   |

In 2002 bedroeg het gemiddelde inkomen per inwoner 1501,57 zł.

## Administratieve plaatsen (sołectwo)
Dominikanówka, Grabnik, Hucisko, Hutki, Hutków, Kaczórki, Majdan Mały, Majdan Wielki, Malewszczyzna, Nowa Wieś, Podklasztor, Potok-Senderki, Stara Huta, Szur, Wólka Husińska, Zielone.

## Aangrenzende gemeenten
Adamów, Józefów, Krynice, Susiec, Tarnawatka, Zwierzyniec.